# خافيير كاريون
خافيير كاريون (بالإسبانية: Javier Carrión)‏ هو لاعب  سباعيات رغبي ‏ إسباني، ولد في 9 نوفمبر 1990.

## وصلات خارجية
- خافيير كاريون على موقع اللجنة الأولمبية الدولية (الإنجليزية)
- خافيير كاريون على موقع أوليمبيديا (الإنجليزية)